# 集中趋势
在統計學中，集中趨勢（central tendency）或中央趨勢，在口語上也經常被稱為平均，表示一個機率分佈的中間值。最常見的幾種集中趨勢包括算數平均數、中位數及眾數。集中趨勢可以由有限的數組（如一群樣本）中或理論上的機率分配（如常態分佈）中求得。有些人使用集中趨勢（或集中性）這個詞以表示「數量化的資料之中央值的趨勢」。在這種意義下，我們可以利用資数据的離散程度（例如標準偏差或四分差等相似的統計量）判別其集中趨勢的程度。
集中趨勢一詞於1920年代後期出現。

## 集中趨勢的統計量
一維資料的集中趨勢可能有以下數種統計方法。在某些情況下，經轉型後的資料才採用以下的方法。
算术平均数觀測值的總和除以觀測值的個數，即{\displaystyle {\tfrac {x_{1}+x_{2}+x_{3}\ldots +x_{n}}{n}}}。常簡稱為平均數，也往往是背後機率分佈的期望值之不偏估計。
中位數將所有觀測值按大小排序後在順序上居中的數值。
眾數出現最多次的觀測值。
幾何平均數觀測值的乘積之觀測值個數方根，即{\displaystyle (x_{1}\times x_{2}\times x_{3}\ldots \times x_{n})^{\frac {1}{n}}}
調和平均數觀測值個數除以觀測值倒數的總和，即{\displaystyle {\frac {n}{{\frac {1}{x_{1}}}+{\frac {1}{x_{2}}}+...+{\frac {1}{x_{n}}}}}}
加權平均數考慮不同群資料貢獻程度不同時的算數平均數
截尾平均數忽略特定比例或特定數值之外的極端值後所得的平均數。例如，四分平均數正是忽略25%前及75%後的資料後所得的算數平均數。
中程數（）又稱全距中值最大值與最小值的算數平均數，即{\displaystyle {\frac {\min(x)+\max(x)}{2}}}。
中樞紐（）第一四分位數與第三四分位數的算數平均數，即{\displaystyle {\frac {Q_{1}+Q_{3}}{2}}}。
三均值（trimean）考慮三個四分位數的加權平均數，即{\displaystyle {\frac {Q_{1}+2Q_{2}+Q_{3}}{4}}}。
極端值調整平均數（）以最接近的觀測值取代特定比例的極端值後取得的算數平均數。舉例來說，考慮10個觀測值（由小到大排列為{\displaystyle x_{1}}至{\displaystyle x_{10}}）的情況下，10%的極端值調整平均數為
{\displaystyle {\frac {\overbrace {x_{2}+x_{2}} +x_{3}+x_{4}+x_{5}+x_{6}+x_{7}+x_{8}+\overbrace {x_{9}+x_{9}} }{10}}}，
其中分別以{\displaystyle x_{2}}和{\displaystyle x_{9}}取代了{\displaystyle x_{1}}和{\displaystyle x_{10}}。
以上的統計量在多維變數中仍可單獨地被套用在各個維度上進行，但並不能保證在轉軸後仍維持一致的結果。

## 平均數、中位數與眾數的關係

在指數分配exp(λ)中，期望值為1/λ而中位數為(ln 2)/λ，二者並不一致。

在左右對稱的機率分佈中，不同的集中趨勢統計量有相同結果，但在偏度遠離0時則可能不一致。在單峰型的機率分佈（unimodal probability distribution）中，平均數（μ）、中位數（ν）與眾數（θ）的關係如下：
{\displaystyle {\frac {|\theta -\mu |}{\sigma }}\leq {\sqrt {3}}}，
{\displaystyle {\frac {|\nu -\mu |}{\sigma }}\leq {\sqrt {0.6}}}，
{\displaystyle {\frac {|\theta -\nu |}{\sigma }}\leq {\sqrt {3}}}，
其中σ為標準偏差。至於任一機率分佈，
{\displaystyle {\frac {|\nu -\mu |}{\sigma }}\leq 1}。